# Апостольство молитви
Апостольство молитви (АМ) — об'єднання в Католицькій церкві, що об'єднує мирян і духовенство. Його основною метою є особисте освячення своїх членів, а також місія євангелізації. Зародилося в колегії Товариства Ісуса (Єзуїтів) у Франції і поширилося по всьому світу. АМ особливо зосереджується на турботі про сім'ю та парафіяльні громади; воно засноване на духовності, пов'язаній із культом Пресвятого Серця Ісуса. Щороку Папа визначає наміри Апостольства молитви: загальні, що стосуються проблем усієї Церкви, та місіонерські, пов'язані з євангелізацією. Слоганами AM є: Любов і служіння та молитва і служіння. У наш час AM працює в 90 країнах світу, об'єднуючи близько 40 мільйонів людей. У Польщі Академія музики працює з 1871 року, видаючи щомісячник «Посланець серця Ісуса» з 1872 року. З 2006 також видає бюлетень «Молитва і служіння».

## Історія
Ідея Апостольства молитви походить від Френсіса Готреле SJ (1807—1886), який представив її на релігійній молодіжній конференції в 1844 році в єзуїтському колегіумі у Вальсі поблизу Ле-Пуй на Верхній Луарі (Vals-près-le-Puy) на півдні Франції. Організаційна структура включала богослов і журналіст Анрі Рам'є (Ramière) SJ (1821—1884). Його книга L'Apostolat de la Prière (1859) забезпечує теологічні основи Апостольства молитви. Він також розпочав видання «Messager du Coeur de Jésus». В іконографії, пов'язаній з Академією музики, найпопулярнішим є зображення Серця Ісуса, автором якого є Помпей Батоні, написаний для єзуїтської церкви дель Гесо в Римі в 1760 році.
Статути Апостольства молитви були затверджені Пієм IX (1866); Лев XIII вніс до них відповідні зміни (1896); вони були пристосовані до потреб часу в Римі (1948), знову затверджені та оголошені Пієм XII (28 жовтня 1951). Остання версія Статуту АМ була затверджена Павлом VI (27 березня 1968) .
На території сучасної Польщі АМ функціонувало вже в 1860-х роках. Однак лише у 1871 році настоятель провінційного єзуїта Каспер Щепковський розпочав належну діяльність, освятивши каплицю Серця Ісуса в Кракові та урочисто встановивши АМ під назвою Апостольство Серця Ісуса. Директором призначили о. Станіслава Стояловського (1845—1911), і саме він розробив неприємний центральний центр так, що наприкінці 1871 року близько 15 центрів: релігійні будинки та парафії належали Академії. В основному АМ розвивалося в Галичині, його підтримували єпископи-поляки. У російському розділі через заборони царя він почав розвиватися під час Першої світової війни.
Завдяки пожертвам католицького товариства у Кракові була створена церква (при Національному секретаріаті Апостольства молитви) — базиліка Найсвятішого Серця Ісуса. Освячення відбулося в 1921 році.
Найбільший розквіт Академії музики в Польщі припав на міжвоєнний період. У 1938 році У всіх єпархіях (понад 750 000 членів) було вже близько 2500 спалахів ранку.
1-й з'їзд священиків директорів Апостольства відбувся 19–21 вересня 1938 року. Наступні фактори сприяли розвитку АМ у Польщі:
- Станіслав Стояловський
- Міхал Мицельський
- Казімєж Рідль
- Алойзі Фрідріх
- Петро Кутиба
- Ернест Матцель
- Юзеф Андраш
- Тадеуш Хромік
- Станіслав Ґронь

У листопаді 1949 року АМ було заборонено, але все ще існує у багатьох парафіях. Цьому сприяла організована в Польщі Місія Серця Ісуса. Після 1980 року АМ також почав відроджуватися. 21–23 квітня 1989 року в Чеховицях відбувся Національний конгрес делегатів Апостольства молитви. Потім була обговорена роль асоціації в нових обставинах, включаючи постсоборну. Миряни та невеликі апостольські групи в парафії почали відігравати більшу роль, ніж будь-коли раніше. У 2009 році в будинку єзуїтів у Ченстохові відбувся Європейський конгрес національних секретарів Медичної академії.

## Структура Апостольства молитви
На чолі Апостольства молитви стоїть Папа Римський, і саме він визначає загальні та місіонерські наміри молитися кожного місяця. Генеральний директор Апостольства (Генеральний Батько Товариства Ісуса) працює в Римі. Його представляє делегат АМ. Генеральний призначає національних або регіональних секретарів АМ. Єпархіальні директори Академії призначаються єпископами. Єпархіальні Директори організовують центри, якими керують Місцеві Директори, призначені єпископами або провінцією. Окрім постійних членів Академії, існують аніматори — дорадчий та виконавчий орган даного центру. Членство призначається місцевим директором (запис у пожежну книжку) врученням диплома (реєстраційної картки). Євхаристійний хрестовий похід та різні організації, присвячені Пресвятому Серцю Ісуса, також походять від AM. Меценатами Академії є: Маргарита Марія Алякок, Франциск Ксав'єр, Клавдій де ла Коломб'єр, Тереза з Лізьє .

## Цілі Апостольства молитви
- Вірність навчанню Церкви
- Свідчення про християнське життя
- Турбота про гідність людини в особистому та соціальному вимірі
- Відступ громади та спогади
- Євангелізація
- Підтримка професійного душпастирства
- Активна співпраця в межах парафії

## Прихильність членів Апостольства молитви
- Щоденна молитва у поєднанні з посвятою людей, родин та народу Пресвятому Серцю Ісуса.
- Євхаристійні жертви з нагородженням Причастя.
- Інтенсивне сакраментальне життя, т. Зв першої п'ятниці та суботи місяця[10] .
- Велика відданість Особі Святого Духа.
- Відданість Пресвятому Серцю Ісуса та Непорочному Серцю Пресвятої Діви Марії.
- Щоденна турбота про духовну близькість до Марії.
- Співвідповідальність за Церкву (Ignatian sentire cum Ecclesia).
- Особиста молитва.
- Залучення на різних етапах формування шляхом щомісячних зустрічей, реколекцій, спогадів та обговорень.
- Співвідповідальність за справу врятування світу.
- Об'єднання молитви з християнськими діями.